# Il mio corpo
Il mio corpo (ital. für „Mein Körper“) ist ein Dokumentarfilm mit Spielfilmelementen von Michele Pennetta, der Teilnehmern von Visions du Réel im April 2020 erstmals online zur Verfügung gestellt wurde und im August 2022 in die deutschen Kinos kam.

## Handlung
Der Teenager Oscar und sein älterer Bruder Roberto arbeiten für ihren Vater auf dessen Schrottplatz. Sie sammeln auf der illegalen Deponie in Sizilien Altmetall, um die Familie zu ernähren, und es ist ein anstrengender Job.
Für den afrikanischen Einwanderer Stanley scheint das Schlimmste hinter ihm zu liegen. Er hat seine eigene kleine Wohnung, eine Aufenthaltserlaubnis für zwei Jahre und einen Freund, mit dem er das Essen und seine Erinnerungen teilen kann. Im Austausch für die Gastfreundschaft des sizilianischen Priesters hält er die Kirche sauber, verrichtet Gartenarbeiten und kümmert sich um die Schafe. Stanley könnte Sizilien verlassen und sein Glück in einem Land suchen, das ihm eine echte Chance gibt, aber etwas hält ihn dort.
Ein Job im Hinterland Siziliens führt Oscar und Stanley für einen kurzen Moment in ihrem Leben zusammen.

## Produktion

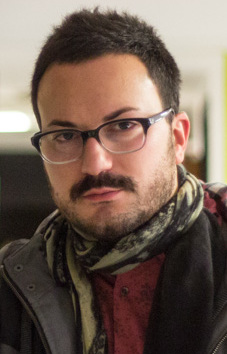
Regisseur Michele Pennetta

Regie führte Michele Pennetta, der gemeinsam mit Arthur Brügger und Christian Tarabini auch das Drehbuch schrieb. Es handelt sich um den dritten Film des in Italien geborenen und in der Schweiz lebenden Regisseurs, den er in Sizilien drehte und der sich mit der Situation der Bewohner im nur wenig bewohnten Inneren der Insel beschäftigt. Pennetta bemerkte zu diesem Ort: „Als ich zum ersten Mal in diese Region reiste, fühlte es sich an, als würde ich an den Ort einer Atomkatastrophe gehen: Alles schien verlassen zu sein.“ Mit Il mio corpo habe er die Narben einer Katastrophe beschreiben wollen, die vom Ende der Wirtschaftstätigkeit, endemischer Arbeitslosigkeit, einem langsamen Verfall der Umwelt, den Schwierigkeiten von Integration und der Unsicherheit der sizilianischen Jugend geprägt ist, so Pennetta gegenüber Variety.
Als Kameramann fungierte Paolo Ferrari.
Die Filmmusik komponierte Nathalie Rebholz.
Der Film feierte Ende April 2020 bei Visions du Réel seine virtuelle Premiere. Hier wurde er Teilnehmern bis Anfang Mai 2020 online zur Verfügung gestellt. Im September 2020 wurde er beim Annecy Italian Film Festival gezeigt. Der Kinostart in Deutschland erfolgte am 18. August 2022.

## Rezeption

### Kritiken
Der Film konnte bislang alle elf bei Rotten Tomatoes erfassten Kritiker überzeugen. Die durchschnittliche Bewertung liegt bei 7,1/10.
Peter Osteried, Filmkorrespondent der Gilde deutscher Filmkunsttheater, erklärt zum Filmtitel, ihr Körper sei alles, was Oscar und Stanley hätten: „Durch ihn erleben sie die Welt – in intimen Momenten eines Essens, beim Baden oder beim Radfahren. Beide Figuren erleben dies losgelöst vom anderen. Es ist alles, was sie haben.“ Aus deren beider Leben, auf die basischste Form heruntergebrochen und von den Entscheidungen anderer abhängig sind, würde sich eine Hoffnungslosigkeit ergeben, die den ganzen Film durchzieht und ihn zu einer nicht leichten Unterhaltung macht.

### Einsatz im Unterricht
Das Onlineportal kinofenster.de empfiehlt den Film ab der 9. Klasse für die Unterrichtsfächer Deutsch, Italienisch, Medienkunde, Gesellschaftskunde und Ethik und bietet Materialien zum Film für den Unterricht. Dort schreibt Christian Horn, die Hybridform zwischen Dokumentar- und Spielfilm biete Anlass für eine medienkundliche Analyse im Deutschunterricht. Zuerst könne erörtert werden, welche Merkmale dokumentarische und fiktive Filme voneinander unterscheiden. Dabei sollte besprochen werden, dass auch dokumentarische Formen inszeniert sind, etwa durch die Wahl der Bildausschnitte und die Montage des Rohmaterials. Besprechenswert sei auch der seltene Blick auf das sizilianische Hinterland, mit dem Michele Pennetta ein „Gefühl vom Ende der Welt“ vermitteln will.

### Auszeichnungen
Camerimage 2020
- Nominierung für den Goldenen Frosch im Feature Documentary Films Competition[9]

Festa del Cinema di Roma 2020
- Auszeichnung mit dem Raffaella Fioretta Award (Michele Pennetta)[10]

Internationales Filmfestival Visions du Réel 2020
- Nominierung im Hauptwettbewerb[11][3]

Schweizer Filmpreis 2021
- Nominierung als Bester Dokumentarfilm (Michele Pennetta)

Solothurner Filmtage 2021
- Nominierung in der Sektion Panorama[12]